# Комптон, Уильям, 1-й граф Нортгемптон
Уильям Комптон (англ. William Compton; умер 24 июня 1630) — английский аристократ, 2-й барон Комптон с 1589 года, 1-й граф Нортгемптон с 1618 года. Рыцарь Бани, кавалер ордена Подвязки. Возвысился благодаря родству с фаворитом короля Якова I Джорджем Вильерсом.

## Биография
Уильям Комптон принадлежал к рыцарскому роду, представители которого владели землями в Уорикшире и Нортгемптоншире, и был старшим сыном Генри Комптона, 1-го барона Комптона, от его первого брака с Фрэнсис Гастингс — особой королевской крови. В 1589 году, после смерти отца, он унаследовал титул и семейные владения. В 1590 году вместе с Эдуардом Сомерсетом, 4-м графом Вустером, барон совершил поездку в Эдинбург, чтобы от имени королевы Елизаветы поздравить Якова VI с женитьбой на Анне Датской. В последующие годы он занимал пост лорда-лейтенанта в Уорикшире (1603), Вустершире, Херефордшире, Шропшире, Северном и Южном Уэльсе (1617), Глостершире (1622), с 1617 по 1630 год был лордом-президентом Совета Уэльса.
В январе 1605 года Комптон был посвящён в рыцари Бани. На определённом этапе его возвышению помогло родство с очередным фаворитом короля Якова I Джорджем Вильерсом, впоследствии герцогом Бекингемом (на его матери был женат младший брат сэра Уильяма сэр Томас). Вильерс возвысился в 1614 году, и спустя три года барон Комптон занял целый ряд почётных и выгодных постов. 2 августа 1618 года он получил титул графа Нортгемптона, в 1628 году стал кавалером ордена Подвязки.
Сэр Уильям был женат с 1599 или 1600 года на Элизабет Спенсер, дочери сэра Джона Спенсера, лорда-мэра Лондона, единственной наследнице огромного состояния. Сэр Джон долго отказывался выдавать дочь за барона, и тот сначала добился заключения Спенсера во Флитской тюрьме, а позже похитил невесту в корзине для хлеба и женился на ней. В этом браке родились:
- Энн (умерла в 1675), жена Улика Берка, 2-го маркиза Кланрикарда[8];
- Элизабет[5];
- Спенсер (1601—1643), 3-й барон Комптон и 2-й граф Нортгемптон[5][9]. В 1621 году сэр Уильям обеспечил для сына избрание в Палату общин от Ладлоу и женил его на родственнице Вильерсов, чтобы укрепить связь с королевским фаворитом[6]).

Единственного сына сэр Уильям назвал в честь тестя. Тот ещё долго был настроен враждебно, и относительное примирение произошло только благодаря вмешательству королевы Елизаветы. После смерти сэра Джона в 1610 году Комптон стал его единственным наследником. Известно, что леди Элизабет в связи с этим выдвинула мужу целый набор требований: они включали годовое содержание в 1600 фунтов стерлингов, ещё 600 фунтов на благотворительность, двух служанок и шесть или восемь джентльменов, лошадей для баронессы и для прислуги, две кареты, новую мебель в резиденции, 20 новых платьев в год и др.